# Доннер, Кай
Кай (Карл) Рейнхольд До́ннер (швед. Kai (Karl) Reinhold Donner; 1 апреля 1888, Гельсингфорс, Великое княжество Финляндское — 12 февраля 1935, Хельсинки, Финляндия) — финский лингвист, этнограф и политик.

## Биография
Его отец — Отто Доннер был сенатором и профессором санскрита и сравнительного языкознания Гельсингфорсского университета; в 1883 году основал Финно-угорское общество. 
В 1909 году Кай Доннер вместе с Брониславом Малиновским изучал антропологию в Кембриджском университете под руководством отца.
В 1911—1914 годах предпринял две экспедиции в Сибирь, где изучал самодийские народы, однако в связи с началом Первой мировой войны вынужден был вернуться на родину.
По возвращении в Финляндию организовал набор студентов для прохождения военной подготовки в Германии. Был одним из активистов егерского движения. После окончания Гражданской войны принял участие в военном походе в Восточную Карелию.
С 1924 года — доцент кафедры уральских языков Университета Хельсинки.
Доннер опубликовал четыре обширные работы по этнографии, был пионером новых методов в антропологии и донёс до научного мира культуру ранее малоизученных народов.
Отец Кая Отто Доннера (1922—1995), зоолога, Йоакима Доннера (р. 1926), геолога, и Йорна Доннера (1933—2020), писателя, кинематографиста и политика.